# ミュータント・クロニクルズ
『ミュータント・クロニクルズ』（Mutant Chronicles）は、2008年のアメリカ映画。原作はロールプレイングゲーム作品『Mutant Chronicles』。
日本では、劇場・DVD・テレビ・VODの4メディアで同時期公開する「史上初のオールメディア公開」が実現した。

## ストーリー
西暦2707年の荒廃した地球。4つの大企業西欧・米企業軍「キャピトル」、東欧企業軍の「バウハウス」、アジア企業軍の「ミシマ」が世界の覇権を握り、わずかな資源を巡って戦争をしていた。ある日、ミッチ・ハンターを含む西ヨーロッパ・アメリカ大陸企業軍「キャピトル」と東ヨーロッパの「バウハウス」の交戦中、両軍の砲撃のショックで古代のミュータントたちが復活してしまう。強靭な肉体を持つミュータントたちの前に人類は存亡の危機に陥り、敵対していた4大企業も連合軍を組んで反撃に出る。しかし、連合軍でも全く歯が立たず、僅か数日で地球はミュータントによって占領されてしまう。人類は地球を捨てて火星への移住を始めようとするが、希少な火星への移住船のチケットを巡って各地で新たな混乱が発生してしまう。そんな時、ミュータントの出現を予言していた修行僧サミュエルは企業体のトップであるコンスタンティンに各社から兵力を募って20名の精鋭部隊を結成するように持ちかける。各社の兵隊の中から精鋭部隊が選出されていく中、「キャピトル」からはミッチが選ばれる。ミッチは精鋭部隊とサミュエルと共にミュータントを封印する手掛かりのある地底の遺跡へと向かうのだった。

## キャスト
| 役名                               | 俳優                   | 日本語吹替 |
| ---------------------------------- | ---------------------- | ---------- |
| ミッチ・ハンター                   | トーマス・ジェーン     | 宮内敦士   |
| ブラザー・サミュエル               | ロン・パールマン       | 最上嗣生   |
| ヴァレリー・デュバル               | デヴォン青木           | 小宮山絵理 |
| マキシミリアン・フォン・スタイナー | ベンノ・フユルマン     |            |
| ネイサン・ルーカー                 | ショーン・パートウィー |            |
| コンスタンティン                   | ジョン・マルコヴィッチ | 浦山迅     |
| セヴェリアン                       | アンナ・ウォルトン     |            |
| キム                               | トム・ウー             |            |